# 非裔俄羅斯人
非裔俄羅斯人，是指在俄羅斯人生活的黑人與他們後裔（包括與俄羅斯人的混血後代）。人數大約七萬到十萬人。他們多数信基督宗教，少數信伊斯蘭教。

## 歷史
第一批出现在俄羅斯的黑人是阿比西尼亚帝国的使者，人數20人。另一批是來自克里米亞汗國帶來的奴隶，最著名的是普希金，他是喀麦隆人，他祖先阿布拉姆·彼得羅維奇·加尼巴爾在彼得大帝時來到俄羅斯。

### 蘇聯早期
革命後，在共產國際的主持下，一些非洲黑人和混血家庭來到蘇聯。他們主要從事工業與農業生產，他們也對蘇聯經濟作出貢獻。

### 戰後
戰後非洲各國興起獨立風潮，蘇聯有提供獎學金鼓勵他們留学。他們有些是贝塔以色列 。

### 後蘇聯時代
蘇聯解體後由於經濟困難，大規模移民和俄羅斯人出生率的下降，他們經常成為光頭黨攻击對象。